# Park Hee-joon
Dans ce nom coréen, le nom de famille, Park, précède le nom personnel.
Park Hee-joon (hangeul : 박희준) est un réalisateur, scénariste et producteursud-coréen, né en 1971.

## Biographie
Après neuf ans de silence avec Mandate (맨데이트: 신이 주신 임무, Park Hee-joon revient avec son second film Brothers in Heaven, présenté dans la catégorie « Special Screenings » au Festival international du film d'Hiroshima, le 26 novembre 2017, au Japon,. Ce film le 4 janvier 2018 en Corée du Sud.

## Filmographie

### En tant que réalisateur
- 2001 : Dream of a Warrior (천사몽)
- 2002 : College Knock Outs (맨데이트: 신이 주신 임무)
- 2002 : Birth of a Man (남자 태어나다)
- 2008 : Mandate (맨데이트: 신이 주신 임무)
- 2017 : Brothers in Heaven (돌아와요 부산항愛)

### En tant que scénariste
- 1999 : 2001 Yonggary (용가리) de Shim Hyeong-rae, Marty Poole et lui-même
- 2001 : Dream of a Warrior (천사몽) de lui-même
- 2002 : College Knock Outs (맨데이트: 신이 주신 임무) de lui-même
- 2002 : Birth of a Man (남자 태어나다) de lui-même
- 2008 : Mandate (맨데이트: 신이 주신 임무) de lui-même
- 2017 : Brothers in Heaven (돌아와요 부산항愛) de lui-même

### En tant que producteur
- 2008 : Mandate (맨데이트: 신이 주신 임무) (délégué)

### En tant qu’acteur
- 1996 : Dragon Tuka (드래곤 투카) de Shim Hyeong-rae